# 九河白族乡
九河白族乡是中华人民共和国云南省丽江市玉龙纳西族自治县下辖的一个民族乡。

## 行政区划
九河白族乡下辖以下村级行政区划单位：
关上村、中古村、甸头村、中和村、北高寨村、南高寨村、龙应村、九河村、河源村和金普村。